# Ресава (река)
Ресава је река у источној Србији, која извире на планини Бељаници и најдужа је десна притока Велике Мораве. Настаје спајањем Бобовачке и Злотске реке, на висини од 663 метара надморске висине, док се највиши извор Бобовачке реке налази на висини од око 1.120 метара. Дужина њеног тока је 65 km, а слив обухвата површину од 685km². Њен горњи део представља композитну долину у којој се кратке клисуре смењују са малим котлинама, да би у свом доњем делу (после Манасије), она ушла у пространу долину. У реци живе поточна пастрмка, кркуша и кленови, а дуж њеног тока подигнут је низ рибњака у којима се узгајају калифорнијске и жуте пастрмке.
Ресава протиче кроз Деспотовац и Свилајнац, а у њеној непосредној близини се налазе Ресавска (Дивљаковачка) пећина, водопад Велики бук (Лисине) и манастир Манасија (Ресава), као и велика налазишта мрког угља, која се експлоатишу у склопу РЕМБАСа.